# Frank Steffen
Frank Steffen (* 1967) ist ein deutscher Volkswirt.

## Leben
Von 1990 bis 1992 machte er eine Ausbildung zum Bankkaufmann, Deutsche Bank AG in Hamburg. Von 1992 bis 1997 erwarb er den Diplom-Volkswirt, Institut für Wirtschaftswissenschaften der Universität Hamburg. Von 1998 bis 2002 absolvierte er ein Promotionsstudium bei Manfred J. Holler am Institut für Volkswirtschaftslehre der Universität Hamburg. Seit 2012 ist er Professor für Volkswirtschaftslehre, insbesondere International Governance, Rechts- und Wirtschaftswissenschaftliche Fakultät, Universität Bayreuth.
Seine Forschungsinteressen sind Social-Choice-Theorie, Spieltheorie, Governance-Theorie, Leistung, Recht und Wirtschaft, Bankökonomie und Identitätsökonomie.

## Schriften (Auswahl)
- When is a priori voting power really a priori?. Hamburg 1999, OCLC 76278353.
- Essays in the theory of voting power. 2002.